# Vorstendom Anhalt-Plötzkau (1546-1553)
Het vorstendom Anhalt-Plötzkau was een klein land in het Heilige Roomse Rijk. Het vorstendom ontstond in 1546, na de verdeling van Anhalt-Dessau tussen de broers Johan IV, George III en Joachim, waarbij George Anhalt-Plötzkau kreeg. Na de dood van George III in 1553 erfde zijn broer Joachim van Anhalt-Dessau zijn gebieden.
George III was persoonlijk als lutherse predikant werkzaam en hij vervulde verschillende kerkelijke ambten. Tussen 1544 en 1549 was hij coadjutor van August van Saksen in het bisdom Merseburg.

## Vorst
- 1546 - 1553: George III